# Struktura Zemlje
Unutrašnjost Zemlje je podijeljena na tri glavna sloja: vanjsku silikatnu koru, visoko viskozan plašt te jezgru koja je opet podijeljena na tekuću vanjsku i krutu unutarnju. Podaci o Zemljinoj unutrašnjosti dobiveni su geofizičkim mjerenjima. Brzina seizmičkih valova mijenja se kada se promijeni medij u kojemu se gibaju. Iz tih podataka može se dobiti dubina na kojoj se nalaze navedeni slojevi. Računanjem volumena i mase Zemlje možemo odrediti i gustoću. Kako znamo gustoću površinskih stijena, možemo na temelju ukupne gustoće aproksimirati i gustoću stijena koje čine ostale slojeve. Postoje još neki indikatori svojstava unutarnjih slojeva.

## Kora
Kora je vanjski dio Zemlje čija je veličina zanemariva u odnosu na cijelu Zemlju. Razlikujemo oceansku i kontinentalnu koru. Seizmički valovi putuju brže kroz oceansku nego kroz kontinentalnu koru.
Oceanska kora je gušća i tanja – prosječna debljina je 7 km, ali varira od 5 do 8 km. Gornji dio je izgrađen od bazalta, donji od gabra. Naziva se još i mafična zbog velikog udjela feromagnezijskih silikata (zastarjeli naziv je SiMa). 
Kontinentalna kora je rjeđa i deblja od oceanske – prosječna debljina je 30 – 50 km, ali varira od 10 do 70 km, s tim da je ispod orogenih područja (visokih planina) najdeblja. Većinom je građena od granita i gnajsa, ali sastav je zapravo veoma raznolik. Zbog velikog udjela aluminijevih silikata (feldspata), naziva se još i felsična (zastarjeli naziv je SiAl).
Zbog izostazije kora je tanja ispod oceana, nego ispod kontinenata.
Granica koja razdvaja koru od plašta naziva se Mohorovičićev diskontinuitet

## Plašt
Plašt je najvolumniji dio Zemlje koji se proteže do dubine od 2, 900 km i čini 70% volumena Zemlje. Sastoji se uglavnom od čvrstih stijena s pokojom izoliranom magmatskom komorom. Međutim, iako je krut, silikatni materijal je zbog visokih temperatura dovoljno duktilan da može teći na vrlo dugim vremenskim skalama.  
Pretpostavlja se da je izgrađen od ultramafitnih stijena poput peridotita (stijena načinjena od feromagnezijskih minerala poput olivina i piroksena).
Kora i gornji plašt čine litosferu, koja je relativno jaka i krhka. Debela je u prosjeku 70km ispod oceana i 125 – 250 km ispod kontinenata.  Iako bi se brzina seizmičkih valova trebala povećavati s dubinom, negdje na dubini 70 – 125 km oni putuju sporije nego u plićim slojevima. Ta zona sporijih brzina (LVZ – low velocity zone) naziva se astenosfera.
Po nekim pretpostavkama, stijene u astenosferi su bliže točki tališta nego one iznad ili ispod, a neki geolozi smatraju da su stijene u astenosferi djelomično rastaljene. Ako je to točno, onda je ta zona važna iz dva razloga: 
1. to je zona gdje se stvara magma;
2. stijene u toj zoni imaju relativno malu snagu i zato mogu lakše plutati, što znači da astenosfera djeluje kao lubrikant za litosferne ploče.

Na 670 km dubine, što je i dubina najdubljih potresa, nalazi se granica između gornjeg i donjeg plašta, koji se razlikuju po fizikalnim, a neki geolozi smatraju i kemijskim svojstvima. Međutim, većina geologa smatra da cijeli plašt ima isti kemijski, ali različit mineralni sastav, što je posljedica kolabiranja nekih minerala u druge zbog visokih tlakova.

## Jezgra
Jezgra se sastoji od dva dijela: tekuće vanjske i krute unutarnje. 
Građena je od nesilikatnih minerala, vjerojatno od željeza s malim primjesama kisika, silicija, sumpora ili nikla. 
Kako je određen sastav jezgre? Gustoća Zemlje je 5.5 g/dL. Kora ima gustoću 2.7 – 3.0 g/dL, gornji plašt 3.3 g/dL, a donji negdje oko 5.5 g/dL. Onda bi po proračunima jezgra na granici s plaštem morala imati gustoću oko 10 g/dL do 12-13 g/dL u samome središtu Zemlje. Ta gustoća odgovarala bi željezu s malim primjesama kisika, sumpora ili silicija. 
Iako postoji još mnogo teških metala čija bi gustoća odgovarala gustoći jezgre, geolozi pretpostavljaju da se radi o željezu jer je većina meteora uglavnom sastavljena od željeza, a meteore se smatra ostatcima temeljnog materijala od kojeg je izgrađen Sunčev sustav. Meteori imaju i negdje oko 10% nikla u svojoj građi, ali takva mješavina mnogo je gušća od procijenjene gustoće Zemlje, zbog čega bi morale postojati i primjese lakših kemijskih elemenata.

### Granica jezgre i plašta
Na granici jezgre i plašta događaju se velike promjene u brzini seizmičkih valova i temperaturi. To je tranzicijska zona debela i do 200 km, poznata kao D-sloj, a nalazi se na bazi plašta gdje se dramatično smanjuje brzina P-valova. Naziva se zona ultra-niskih brzina (ultra low velocitiy zone – ULVZ).
Dvije su hipoteze oko uzroka smanjivanja brzina u ovoj zoni: 
1. vruća jezgra djelomično tali susjedne stijene plašta;
2. tekuća vanjska jezgra kemijski reagira sa susjednim plaštem. Laganije slitine željeza reagiraju sa silikatima iz plašta pri čemu nastaju manje gusti željezni silikati koji se izdižu i nakupljaju duž granice jezgre i plašta. Tlak akumuliranog sedimenta duž granice uzrokuje stiskanje tekućeg željeza iz pora i formiranje električki vodljivog sloja koji povezuje jezgru i unutarnji plašt i objašnjava usporavanje valova u ULVZ-u.

I plašt i jezgra podvrgnuti su konvekciji, cirkulirajućem mehanizmu u kojem se rjeđi materijali izdižu, a gušći tonu. Teški dijelovi plašta tonu do baze, ali ne mogu ući u gustu jezgru. Lakši dijelovi jezgre mogu se uzdignuti do njenog vrha, te čak i inkorporirati u plašt.